# 췬완 부두

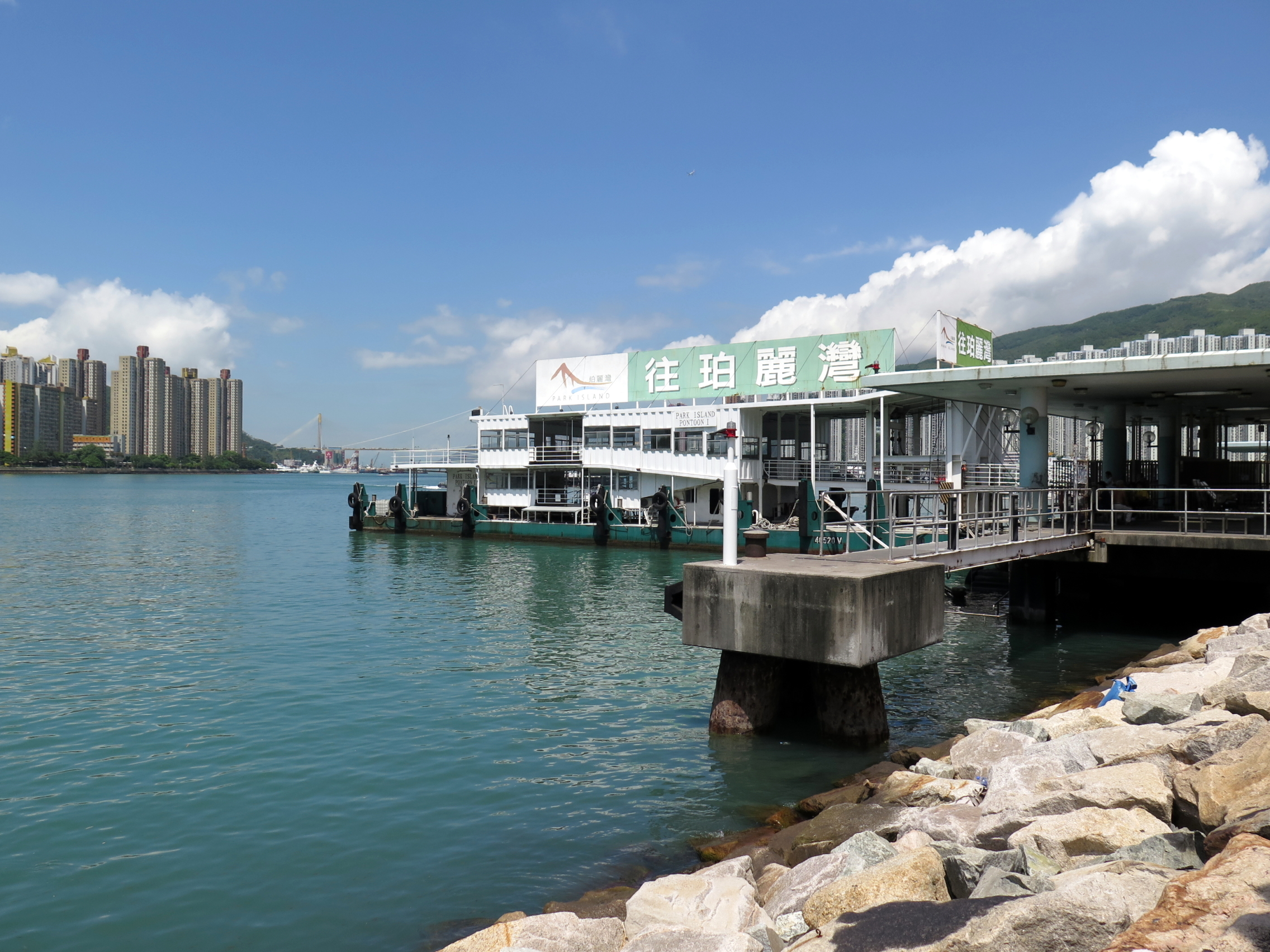
췬완 부두

췬완 부두 (중국어 정체자: 荃灣碼頭) 혹은 췬완 페리 부두 (Tsuen Wan Ferry Pier)는 홍콩 신계 췬완 남부에 위치한 공공 부두이다. 이곳에서부터 칭이섬을 거쳐 중완 (센트럴)까지 페리 노선이 운행되는데, 2000년에는 서구해저수도와 MTR 둥충선 개통으로 신가이사이 - 홍콩섬 이동 시간이 더욱 단축되는 바람에 운항이 잠시 중단되기도 했다.

## 역사
췬완 부두는 역사적으로 총 네 번에 걸쳐 개발되었다. 부두가 처음으로 건설된 것은 1935년으로, 수년간 운영되다 1942년 일본의 홍콩 점령 시기에 일본군이 부두를 파괴하면서 사라졌다. 1958년에는 두 번째로 부두가 건설되어 지금의 니나 타워 부근에 위치해 있었다. 이때의 부두는 1983년 췬완로와 클래그 가든 단지 건설로 간척이 시작되면서 사라졌다.
옛 부두가 철거된 그해, 췬완로 바깥의 개척지에 세 번째 부두가 건설되었다. 이때 췬완 운수 빌딩과 췬완 페리버스 터미널과 함께 준공식을 가졌다. 이 당시에는 총 네 개의 노선이 있어 췬완-칭이, 췬완-중완, 췬완-칭이-중완, 췬완-다이오 노선이 운항되었다. 하지만 2000년에 췬완사이역 공사로 이 일대에 간척이 다시 진행되면서 철거되었으며, 페리 운항 역시 중단되었다.
이후 2002년 네 번째이자 지금의 부두가 건설되었으며, 췬완사이역 외부의 간척지에 위치하게 되었다. 한때 췬완 부두와 마완의 주택단지인 파크 아일랜드 사이에 페리 노선이 10년간 운항되기도 하였으나 2012년 12월 13일에 운항을 중단했다.

## 시설
췬완 부두는 니나 타워, 췬완사이역, 췬완 운수 빌딩 부근에 각각 두 개의 버스정류장과 한 개의 미니버스 정류장을 두고 있다. 한때 췬완 운수 빌딩에는 홍콩 이민국 췬완지부 (1999년 워터사이드 플라자로 이전, 2003년 폐쇄)와 운전교육학교 (2006년 군통 부두로 이전)가 자리해 있기도 했다.